# Takafumi Isomura
Takafumi Isomura (磯村 隆文, Isomura Takafumi), né le 8 novembre 1930 à Osaka et mort le 26 novembre 2007 dans la même ville, est un homme politique japonais,  maire d'Osaka de 1995 à 2003 et professeur à l'Université municipale d'Osaka.

## Biographie
Isomura est né dans la ville d'Osaka et est diplômé de l’Université municipale d'Osaka.
Isomura commence sa carrière en tant que professeur d'économie à l’Université Municipale d'Osaka. Il devient vice-maire d'Osaka, en avril 1990, à la demande du maire Masaya Nishio. Isomura succède à Nishio quand il est élu maire en décembre 1995. Un des principaux objectifs visés au cours de son mandat est de faire d'Osaka, la ville hôte des Jeux olympiques d'été de 2008. Cependant, Osaka perd contre Pékin lors de la réunion du Comité international olympique en juillet 2001.
Takafumi Isomura meurt d'un carcinome hépatocellulaire dans un hôpital de la ville d'Osaka, le 26 novembre 2007. Il était âgé de 77 ans.